# Mario Lago

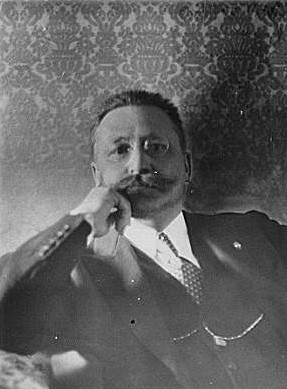
Mario Lago

Mario Giovanni Edoardo Visone Lago (* 25. September 1878 in Savona; † 27. April 1950 in Capri) war ein Diplomat und Politiker im Königreich Italien, der unter anderem zwischen 1919 und 1920 Geschäftsträger der Gesandtschaft in der Tschechoslowakei sowie von 1922 bis 1936 Gouverneur der „Dodekanes-Kolonie“ der italienischen Ägäis-Inseln war. Des Weiteren war er von 1928 bis 1943 Mitglied des Senats (Senato del Regno).

## Leben

### Studium, Eintritt und Verwendungen im diplomatischen Dienst
Mario Giovanni Edoardo Visone Lago, Sohn des Richters Eugenio Lago und Enrichetta Castellacci, absolvierte ein Studium der Rechtswissenschaften an der Universität Genua, welches er mit einem Laurea in giurisprudenza beendete. Er trat am 15. November 1902 in den diplomatischen Dienst des Außenministeriums (Ministero degli affari esteri) und wurde am 27. November 1902 zum Konsulat in Nizza versetzt. Im Anschluss wurde er am 24. Oktober 1903 zur besonderen Verfügung des Außenministeriums gestellt und in dieser Zeit am 16. Juni 1904 zum Vizekonsul Zweiter Klasse sowie am 29. November 1906 zum Vizesekretär Erster Klasse befördert. Für seine Verdienste wurde er am 17. Januar 1907 Ritter des Ordens der Krone von Italien und am 5. August 1907 zum Legationssekretär Zweiter Klasse sowie am 12. Februar 1910 zum Legationssekretät Erster Klasse befördert. Am 29. Dezember 1912 wurde er Erster Sekretär sowie Offizier sowie am 11. Januar 1914 zudem auch Kommandeur des Ordens der Krone von Italien.
Am 4. Juni 1914 wurde Lago des Weiteren Ritter des Ordens der Heiligen Mauritius und Lazarus und am 1. Juli 1914 zum Legationsrat Dritter Klasse befördert, woraufhin er am 17. Dezember 1914 Geschäftsträger der Vertretung in Tanger wurde. Am 1. Februar 1917 wurde er als diplomatischer Agent im Range eines Generalkonsuls bestätigt sowie am 28. Januar 1918 zum Legationsrat Zweiter Klasse befördert. Kurz danach wurde er am 10. Februar zum Dienst im Außenministerium berufen, ab dem 28. Mai 1918 aus gesundheitlichen Gründen beurlaubt und ab dem 13. Oktober 1918 auf seinen Wunsch vom Dienst freigestellt. Am 25. Januar 1919 übernahm er als Geschäftsträger die Leitung der neu eingerichteten Gesandtschaft in der Tschechoslowakei und verblieb in dieser Funktion ein Jahr lang bis zum 15. Januar 1920, woraufhin Antonio Chiaramonte Bordonaro Gesandter in der Tschechoslowakei wurde. Für seine Verdienste in dieser Zeit wurde er am 8. Juni 1919 Offizier des Ordens der Heiligen Mauritius und Lazarus. Nach Beendigung seiner Tätigkeit in Prag kehrte er ins Außenministerium zurück und war nach seiner Beförderung zum Gesandten Zweiter Klasse (Inviato straordinario di II classe) vom 26. Oktober 1920 bis zum 16. November 1922 Generaldirektor für Politische, Handels- und Zivilangelegenheiten in Europa und der Levante (Direttore Generale per gli Affari Politici, Commerciali e Civili in Europa e nel Levante). Für seine Verdienste in dieser Funktion wurde er am 6. August 1922 auch Kommandeur des Ordens der Heiligen Mauritius und Lazarus.

### Gouverneur der italienischen Ägäis-Inseln und Botschafter

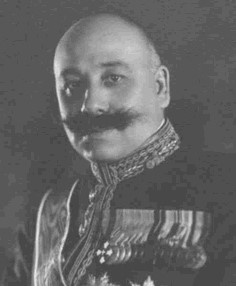
Cesare Maria De Vecchi wurde 1936 Lagos Nachfolger als Gouverneur der italienischen Ägäis-Inseln, der sogenannten der „Dodekanes-Kolonie“.

Am 16. November 1922 wurde Mario Lago als Nachfolger von Alessandro De Bosdari Gouverneur der „Dodekanes-Kolonie“ genannten italienischen Ägäis-Inseln, die von Italien im Krieg gegen die Türkei (29. September 1911 bis 18. Oktober 1912) besetzt wurden. Im Londoner Vertrag von 1915 sicherte die Tripelentente Italien den Dodekanes zu, während im Friedensvertrag von Lausanne (24. Juli 1923) er schließlich tatsächlich an Italien fiel. Er bekleidete das Amt des Gouverneurs vierzehn Jahre lang bis zum 27. November 1936, woraufhin Cesare Maria De Vecchi seine Nachfolge antrat. Seine Amtszeit als Gouverneur wurde von Italienern als die Goldene Periode bezeichnet. 1928/1929 wurde unter anderem vom Architekten Florestano Di Fausto die Kathedrale von Kos und Nisyros als katholische Kirche Lamm Gottes errichtet. Nach dem Erdbeben von 1933 wurde mit dem Wiederaufbau der Defterdar-Moschee, des Platia Agias Paraskevis und des Platia Eleftherias auf Kos begonnen und es fanden der Bau des Casa del Fascio, Sitz der Faschistischen Partei PNF Partito Nazionale Fascista sowie zwischen 1935 und 1936 der Bau des Archäologischen Museums Kos statt. Am 20. September 1936 wurde in seiner Anwesenheit in Rhodos der Grundstein zum Bau der Agios Frangiskos tis Asizis gelegt, der Kathedrale des römisch-katholischen Erzbistums Rhodos. Darüber hinaus wurde 1936 mit der Errichtung des Historischen Verwaltungszentrums Linopoti begonnen.
Während seiner Amtszeit als Gouverneur der italienischen Ägäis-Inseln wurde Lago am 2. Juni 1924 Großoffizier des Ordens der Krone von Italien sowie am 10. Oktober 1924 als Inviato straordinario di I classe Gesandter Erster Klasse. Am 10. August 1925 wurde ihm das Großkreuz des Ordens der Krone von Italien sowie am 14. April 1927 der Titel eines Botschafters (Ambasciatore) verliehen.

### Senator und Anklage nach dem Ende des Faschismus
Am 22. Dezember 1928 wurde er zum Mitglied des Senats (Senato del Regno) ernannt und gehörte diesem vom 7. Mai 1929 bis zum 5. August 1943 an. Er wurde am 14. Januar 1932 auch Großoffizier des Ordens der Heiligen Mauritius und Lazarus. Während seiner Senatszugehörigkeit war er zwischen dem 29. August 1937 und dem 21. Dezember 1939 mit einer kurzen Unterbrechung ordentliches Mitglied der Commissione d'accusa dell’Alta Corte di giustizia, der Anklagekommission des Obersten Gerichtshofes, sowie vom 17. April 1939 bis zum 25. Januar 1921 Sekretär des Ausschusses für Angelegenheiten von Italienisch-Afrika (Commissione degli affari dell’Africa italiana). Daneben fungierte er zwischen dem 25. Januar 1940 und dem 5. August 1943 als stellvertretendes Mitglied der Bildungskommission des Obersten Gerichtshofes (Commissione d'istruzione dell’Alta Corte di giustizia) sowie darüber hinaus vom 25. Januar 1941 bis zum 5. August 1943 als Mitglied des Streitkräfteausschusses (Commissione delle Forze Armate).
Unter der Regierung Badoglio wurde Lago am 7. August 1944 vom Obersten Gerichtshof für Sanktionen gegen den Faschismus ACGSF (Alta Corte di Giustizia per le Sanzioni contro il Fascismo) angeklagt. Der Gerichtshof warf ihm vor, in seinen Funktionen ab 3. Januar 1925 den Faschismus und die Errichtung einer Einparteiendiktatur unterstützt zu haben. Durch Beschluss vom 5. Dezember 1944 verlor er seinen Sitz im Senat. Die hiergegen eingelegte Berufung wurde durch Beschluss vom 8. Juli 1948 verworfen.

## Hintergrundliteratur
- Virginia Aloi: Rodi. Un posto al sole? L’identità territoriale dell’isola sotto i governatorati civili di Mario Lago e Cesare De Vecchi (1923–1940). Rom 2008, S. 57